# Alenia Aermacchi Sky-X
Alenia Aermacchi Sky-X je italský experimentální bojový bezpilotní letoun, vzniklý jako demonstrátor pokročilých technologií začátkem 21. století u společnosti Alenia Aeronautica na její vlastní náklady. Dne 29. května 2005 se stal prvním úspěšně vzlétnuvším bezpilotním letounem kategorie nad 1000 kg evropské konstrukce.

## Vznik a vývoj
Sky-X byl společností Alenia představen veřejnosti v květnu 2003, a po osmnácti měsících vývoje prototyp poprvé vzlétl na švédském zkušebním polygonu Vidsel.
Po počátečním zkušebním programu, který byl prováděn s dálkovým řízením ze země, a zaměřoval se na ověření letových vlastností v celém rozsahu jejich možností, byla pozornost soustředěna na zkoušky letových systémů pro autonomní režim letu, zejména vzletový a přistávací ATOL (Assisted take off and landing), automatický systém předcházení letových kolizí, systém přesné autonomní navigace, samostatné přistání a zaměřování cílů, a schopnost letu ve formaci.
V roce 2008 Sky-X ve spolupráci se strojem C-27J Spartan demonstroval svou schopnost bez zásahu ze země provádět manévry nezbytné pro připojení k tankovacímu nástavci při tankování paliva za letu.
Díky technologiím vyvinutým v roce 2005 pro Sky-X se společnost Alenia Aeronautica mohla později přidat jako vývojový partner s vlastním podílem k evropskému programu nEUROn.

## Specifikace

### Technické údaje
- Osádka: 0
- Rozpětí křídla: 5,94 m
- Délka: 7,8 m
- Výška: 1,86 m
- Prázdná hmotnost: 1 000 kg
- Vzletová hmotnost: 1 200 kg
- Maximální vzletová hmotnost: 1 450 kg
- Pohonná jednotka: 1 × dvouproudový motor Snecma Microturbo TRI 60-28
- Tah pohonné jednotky: 4,43 kN

### Výkony
- Maximální rychlost: 648 km/h (350 uzlů)
- Cestovní rychlost: 482 km/h (260 uzlů)
- Dostup: přes  7 260 m (25 000 stop)